# Reisenbacher Grund

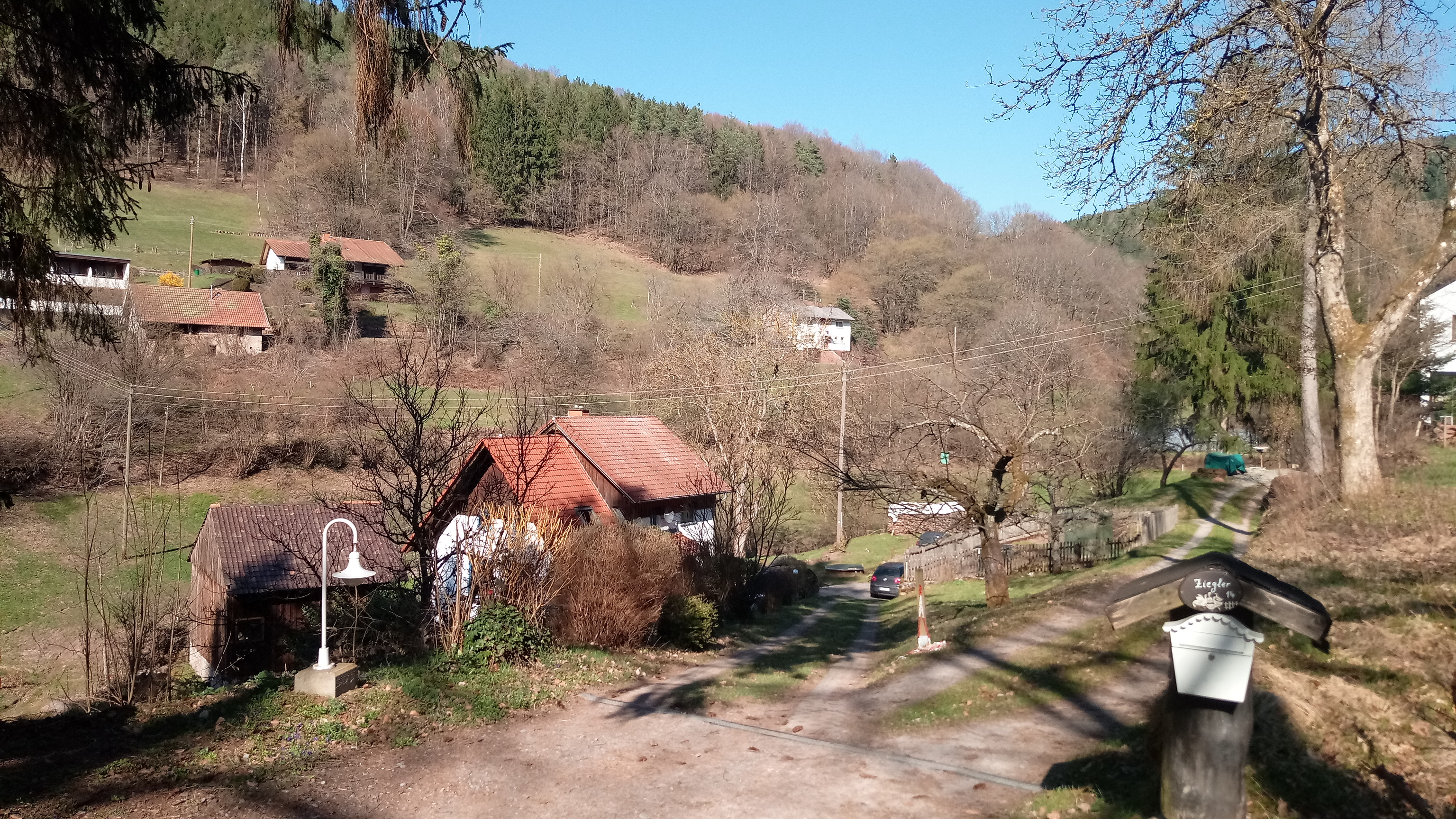
Reisenbacher Grund

Der Weiler Reisenbacher Grund ist ein Ortsteil von Mudau im badischen Odenwald im Neckar-Odenwald-Kreis.

## Geographie
Der Reisenbacher Grund ist ein Teil des Dorfes Reisenbach und liegt im nördlichen Baden-Württemberg, nahe der Grenze zum Rhein-Neckar-Kreis, etwa 11 km südwestlich von Mudau und etwa 15 km von Eberbach entfernt und ist mit 251 m ü. NN tiefster Punkt der Gemarkung Mudaus. Der Weiler liegt im Kreuzungspunkt des Reisenbächlein mit dem Reisenbach (Itter).

## Geschichte

### Reisenbach
Das Bestehen des Dorfes Rysenbuch lässt sich bis 1292 urkundlich zurückverfolgen. Es wurde nach 1050 als Rodungssiedlung der Abtei Amorbach von dem Fronhof Mudau aus mit etwa drei bis vier Huben angelegt. Von 1318 bis 1803 hatte das Erzstift Mainz die Landesherrschaft über die Obere Cent Mudau und damit auch über Reisenbach inne. In der napoleonischen Zeit ging die Territorialherrschaft für drei Jahre an das Fürstentum Leiningen über, gefolgt 1806 vom Großherzogtum Baden.

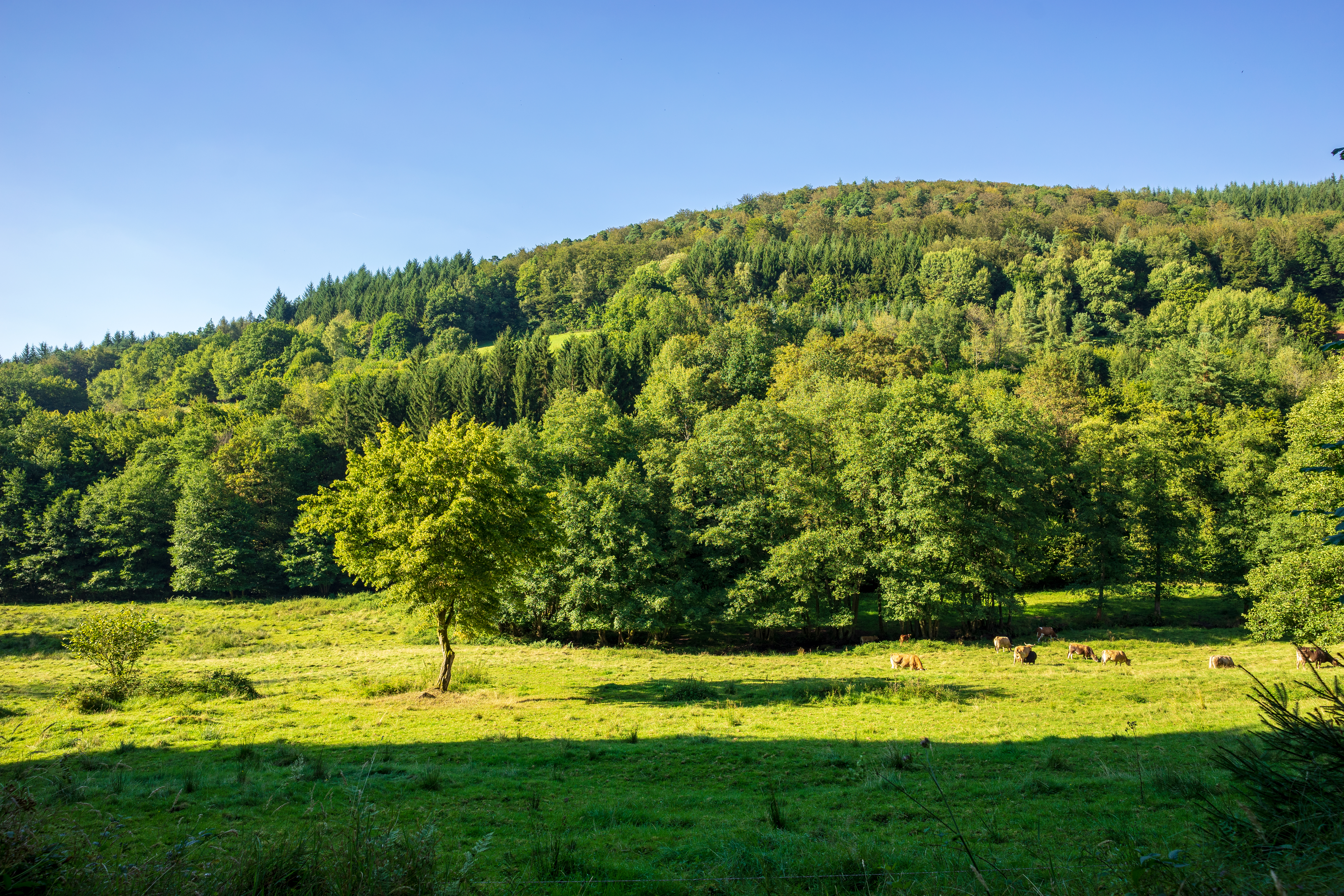
Mudau – Reisenbachtal – Weide westlich vom Reisenbacher Grund

### Reisenbacher Grund
Im Jahr 1670/1700 gab es im Reisenbacher Grund zwei Mühlen: Eine gehört zu Erzstift Mainz, eine dem Pfälzer Kurfürsten. Die enge Talsohle im Reisenbacher Grund und die steilen Hänge des Odenwälder Höhengebiets Winterhauch boten nur wenig Raum für großflächigen Ackerbau. Im Jahr 1895 wurde die Straße nach Eberbach gebaut und 1958 geteert. Im Weiler war man noch bis 1956/57 auf Petroleumlampen angewiesen, während die übrigen Ortsnetze bereits ab 1921 an den elektrischen Strom angeschlossen waren. 1970 wurde ein Rest der aufgegebenen Wüstung Ferdinandsdorf zum unmittelbar angrenzenden Reisenbach umgemeindet. Ab 1. Januar 1975 wurde die Gemeinde Reisenbach mit Mudau, Schloßau und Waldauerbach kraft Gesetzes zur neugegründeten Gemeinde Mudau zusammengeschlossen.

## Verkehr und Infrastruktur
Am Reisenbacher Grund führt die Kreisstraße K 3921 vorbei, diese verbindet Reisenbach mit Eberbach. Nach dem Übertritt in den Rhein-Neckar-Kreis trägt sie die Ordnungsnummer K 4114. Sie führt nordöstlich von Eberbach bei Antonslust im Ittertal zur L 2311.
Im Ort gibt es eine Gaststätte. Die Kinder besuchen den Kindergarten und die Grundschule in Schloßau. Ärzte und Geschäfte befinden sich im Hauptort Mudau.
In der Nähe liegt das ehemalige Jagdschloss Max-Wilhelmshöhe (erbaut 1844 inmitten eines weitläufigen Wildgeheges), der „Steinernen Tisch“, das Felsenhaus (Schlupfwinkel der Hölzerlips-Bande) und die Mauerreste von Unterferdinandsdorf.